# Cratere Konstantinov
Konstantinov è un cratere lunare di 68,08 km situato nella parte nord-occidentale della faccia nascosta della Luna.